# Simon Jeppsson
Simon Jeppsson (Lund, 15 de julio de 1995) es un jugador de balonmano sueco que juega de lateral izquierdo en el Kolstad Håndball. Es internacional con la selección de balonmano de Suecia.
Con la selección disputó su primer gran torneo en el Campeonato Mundial de Balonmano Masculino de 2017.
Con la selección ha ganado la medalla de plata en el Campeonato Europeo de Balonmano Masculino de 2018.

## Palmarés

### Flensburg
- Liga de Alemania de balonmano (2): 2018, 2019

## Clubes
- Lugi HF ( -2017)
- SG Flensburg-Handewitt (2017-2020)
- HC Erlangen (2020-2024)
- Kolstad Håndball (2024- )